# Gabe Kaplan
Gabriel „Gabe“ Kaplan (* 31. März 1945 in Brooklyn, New York City, New York) ist ein ehemaliger professioneller US-amerikanischer Pokerspieler, Schauspieler und Fernsehmoderator. Kaplan spielte in den 1970er Jahren in der Sitcom Welcome Back, Kotter die Hauptrolle. Er war bis einschließlich der 6. Staffel Kommentator bei GSNs High Stakes Poker.

## Leben

### Schauspielerei
In seiner Jugend wollte Kaplan Baseballspieler werden. Er schaffte allerdings nicht den Sprung in eine der höheren Ligen und entschied sich, sich anderen Interessen zuzuwenden. Kaplan begann, in einem Hotel in New Jersey zu arbeiten. Dort kam er erstmals mit einigen Komödianten in Kontakt, worauf er entschied, sich der Stand-Up-Comedy zu widmen. In diesem Bereich war Kaplan so erfolgreich, dass er es innerhalb von 18 Monaten auf fünf Auftritte in der Tonight Show brachte. In der weiteren Folge erschien sein erstes Musikalbum mit dem Namen Holes and Mello-Rolls sowie 1977 mit der Single Up Your Nose eine Platzierung in den US-amerikanischen Singlecharts. Von 1975 bis 1979 war Kaplan Hauptdarsteller in der Sitcom Welcome Back, Kotter. In den darauffolgenden Jahren spielte er in einigen Filmen mit.

### Poker
Kaplan spielte im Jahr 1978 erstmals bei der World Series of Poker (WSOP) in Las Vegas. Seinen größten Erfolg verzeichnete er im Juli 2004, als er bei einem Event der World Poker Tour im Mirage am Las Vegas Strip Dritter wurde und über 250.000 US-Dollar gewann. Des Weiteren wurde er bei einem Turnier der WSOP 2005 Zweiter und erhielt dafür über 200.000 US-Dollar. 2007 nahm er am Fernsehturnier Poker After Dark teil, wo er unter anderem Howard Lederer und Annie Duke eliminierte, um im Heads-Up Kristy Gazes zu schlagen. Er erhielt 120.000 US-Dollar für seinen Triumph. Ende Juni 2014 belegte Kaplan bei einem Super High Roller im Hotel Bellagio am Las Vegas Strip den mit knapp 260.000 US-Dollar dotierten achten Platz.
Insgesamt hat sich Kaplan mit Poker bei Live-Turnieren mehr als 2 Millionen US-Dollar erspielt. Anfang März 2023 wurde er bei den Global Poker Awards als „Poker Icon“ ausgezeichnet.

### Weitere Aktivitäten
Kaplan moderierte hauptsächlich Pokerveranstaltungen im US-amerikanischen Fernsehen. Dazu zählten die National Heads-Up Poker Championship, Turniere der World Series of Poker, die Intercontinental Poker Championship und das Cash-Game-Format High Stakes Poker, bei dem er als Experte tätig war.